# Gudmund Hoel
Gudmund Hoel (født 1877, død 1956) var en norsk arkitekt. Som mangeårig leder af NSB Arkitektkontor havde han en indflydelse på norsk jernbanearkitektur, der måske kun overgås af Paul og Paul Armin Due.

## Uddannelse og arbejde
Hoel blev uddannet som bygningsingeniør fra Kristiania tekniske skole i 1896. De næste seks år arbejdede han som assistent på forskellige arkitektkontorer i Norge og Tyskland. I 1903-1904 tog han på studierejser til USA og Tyskland og senere også til flere andre lande. Efterfølgende var han ansat på Holger Sinding-Larsens kontor, til han startede egen virksomhed i 1910. I 1913 blev han leder for NSB Arkitektkontor, en stilling han havde til han gik af med pension i 1947.
Efter krigen mistede Hoel retten til at have tillidsposter i Norske arkitekters landsforbund i et år, frem til 1. januar 1947. Tilsvarende straffe blev givet til arkitekter, der havde arbejdet direkte eller indirekte for tyskerne eller Nasjonal Samling under krigen.
Mange af de stationsbygninger Hoel lagde navn til er også blevet tilskrevet andre medarbejdere på kontoret. Det er derfor vanskeligt at bedømme for eftertiden, hvor stor indflydelse hver enkelt person havde på resultatet, eller om Hoel signerede på kontorets vegne, selv når noget var tegnet af andre. Hoel skal selv have udtalt, at han tegnede hundredvis af stationsbygninger. Der var for øvrigt tale om samlebåndsarbejde i større omfang, end man havde praktiseret indtil da. Især den såkaldte Vegglitypen - der er opkaldt efter Veggli Station på Numedalsbanen - gik igen mange steder i forskellige varianter og størrelser i en årrække. Stilmæssigt gik udviklingen i tidens løb fra nybrarok og over til nyklassicisme.
Hoel har også efterladt sig enkelte andre bygninger, deriblandt en lille kirke.

## Udvalgte værker
(Årstallene for stationer er byggeår med mindre andet er angivet. De kan afvige fra åbningsåret for den enkelte station og strækning.)
- Dalen kirke, Fet (1905)
- Ny stationsbygning på Lena Station på Skreiabanen (1913, sammen med Jens Flor)
- Hvalstad Station (1915; forskellige kilder tilskriver stationen til enten Hoel eller Jens Flor)
- Ny stationsbygning på Ådalsbruk Station på Rørosbanen (1915, sammen med Jens Flor)
- Ny Tønsberg Station på Vestfoldbanen (1915)
- Ny stationsbygning på Gulskogen Station på Randsfjordbanen (1915)
- Stationsbygninger på den nordlige del af Dovrebanen (sammen med Jens Flor), herunder Engan (1915; bygning flyttet til Halsetløkka camping), Driva (1916), Oppdal (1916), Fagerhaug (1915), Ulsberg (1915), Berkåk (1915), Garli (1915; brændt 1995 og nedrevet), Soknedal (1915), Snøan (1915, nedrevet 1973)
- To store trævillaer på Gråkamveien 1 og 3, Oslo (1918)[6]
- Notodden nye station (sammen med Gerhard Fischer; opført 1918, åbnet 1919)
- Stationsbygninger på Bratsbergbanen, herunder Borgestad (1917), Valebø (sammen med Eivind Gleditsch, 1917), Skien nye station (sammen med Bjarne Friis Baastad og Ragnvald Utne, 1920) og Tinnegrend (sammen med Eivind Gleditsch; opført 1917, åbnet 1918, brændt 2012)
- Stationsbygninger på Raumabanen (sammen med Bjarne Friis Baastad, med mindre andet er angivet): Bottheim (1917–21; delvis nedrevet 1985), Lesja (1917–21), Lora (1917–21), Lesjaverk (1918–21), Lesjaskog (1918–21; nedrevet 1989), Bjorli (1918–21, sammen med Gerhard Fischer), Verma (1920–23), Flatmark (1918–21; nedrevet 1987), Marstein (1919–24), Romsdalshorn (1920–23; flyttet i 2005 og omdøbt til Trollveggen), Åndalsnes (1924, sammen med Arvid Sundby; senere udvidet)
- Selsbakk Station (1919, sammen med Jens Flor)[7]
- Høybråten Station på Hovedbanen (1921)
- Ny Ljan Station på Østfoldbanen (1924, sammen med Gerhard Fischer)
- Stationsbygninger på Numedalsbanen (åbnet 1927; delvist sammen med Bjarne Friis Baastad), herunder ikke mindst Veggli, der var forbillede for en række andre stationsbygninger på både denne bane og på Nordlandsbanen og Sørlandsbanen
- Stationsbygninger på Kragerøbanen (åbnet 1927), herunder Kragerø Station (1927); i øvrigt stort set Vegglitypen på strækningen
- Ny bygning på Arendal Station på Arendalsbanen (1930)
- Ny bygning på Lillestrøm Station (opført 1930, åbnet 1934)
- Ny bygning på Atna Station på Rørosbanen (1935, sammen med Bjarne Friis Baastad)
- Hennung Station på Gjøvikbanen (1938, sammen med Bjarne Friis Baastad)
- Mange bygninger på Sørlandsbanen over en årrække, heriblandt transformatorstationen ved Skollenborg Station (1926; fredet[8]), ny Kongsberg Station (1917, sammen med N.W. Grimnes; fredet), Meheia (1916), Bø (pakhus 1923, stationsbygning 1924), Drangedal Station (stationsbygning 1924, pakhus 1927), Eggevåg (1925), Neslandsvatn (opført 1926, åbnet 1927), Hynnekleiv (opført 1933, åbnet 1938), Herefoss (stationsbygning opført 1931, åbnet 1938; også ledvogterbolig), Snartemo (opført 1942, åbnet 1943)